# Вяткин, Бронислав Александрович
Бронисла́в Алекса́ндрович Вя́ткин (род. 13 января 1935, Каракулино, Кировский край) — советский и российский психолог, доктор психологических наук (1981), профессор, член-корреспондент РАО с 16 июня 1992 года, заслуженный деятель науки Российской Федерации (1997), член-корреспондент Российской академии естествознания, бывший председатель Пермского регионального отделения Российского психологического общества; автор более 300 работ в области психологии стресса, спорта, личности и индивидуальности, подготовки психолого-педагогических кадров.

## Биография
Родился в 1935 году в селе Каракулино, Удмуртская АССР. Его отец, инструктор горкома партии, был журналистом, а мать, отличник народного просвещения, учительницей. В 1958 году Бронислав закончил Пермский государственный педагогический институт, где он учился на факультете физического воспитания. По окончании вуза работал учителем физкультуры в средней школе. С 1961 по 1964 года он учился в аспирантуре по специальности «Психология» под руководством В. С. Мерлина. В 1965 году Вяткин защитил кандидатскую диссертацию по педагогическим наукам («Типологические различия во влиянии подвижных игр на некоторые качественные особенности двигательной деятельности старших школьников»), а в 1967 году получил звание доцента. До 1978 года работал в Пермском государственном педагогическом институте старшим преподавателем кафедры психологии, затем заведующим кафедры теоретических основ воспитания.
С 1978 по 1985 года работал в Пермском государственном институте искусств и культуры, где был инициатором создания, а позже и заведующим кафедры психологии и педагогики, а также лаборатории экспериментальной психологии. В 1981 году защитил докторскую диссертацию «Влияние психического напряжения на деятельность в спорте и управление им в зависимости от особенностей личности», в 1983 году получил звание профессора. В 1985 году вернулся в Пермский государственный педагогический университет, где получил должность заведующего кафедрой психологии. В 1993 году на базе педагогического университета открыл и возглавил отделение психологии, которое затем был преобразован в факультет психологии (1994), а затем в Институт психологии (2003).
Автор и редактор ряда монографий и научных сборников; главный редактор журнала «Вестник ПГПУ (серия 1 — Психология)». Возглавляет Пермскую психологическую школу, основанную его учителем В. С. Мерлиным. Продолжает интегральное исследование индивидуальности человека и условий её развития в современном обществе в различные возрастные периоды и в различных сферах деятельности. Научный руководитель докторантов и аспирантов, подготовил 7 докторов и 48 кандидатов наук.
Дочь Лада также преподаёт психологию в ПГГПУ.

## Награды
- Медаль ордена «За заслуги перед Отечеством» I степени (11 февраля 2023 года) — за заслуги в научно-педагогической деятельности, подготовке квалифицированных специалистов и многолетнюю добросовестную работу[4]
- Медаль ордена «За заслуги перед Отечеством» II степени (6 декабря 2003 года) — за достигнутые трудовые успехи и многолетнюю добросовестную работу[5]
- Заслуженный деятель науки Российской Федерации (31 декабря 1997 года) — за заслуги в научной деятельности[6]
- знак «Отличник народного просвещения РСФСР» (1976)
- медаль «Ветеран труда» (1984),
- почётная грамота Правительства Пермского края «За большой вклад в организацию и развитие психологического образования в Пермском крае» (2005),
- диплом РАЕ «Золотая кафедра России» за заслуги в области развития отечественного образования (2008).